# Filisoma oplegnathi
Filisoma oplegnathi is een soort haakworm uit het geslacht Filisoma. De worm behoort tot de familie Cavisomidae. Filisoma oplegnathi werd in 1988 beschreven door Wang Yan-yin & Wang Pu-qin.